# Āzādbar
Āzādbar (persiska: آزادبر) är en ort i Iran.   Den ligger i provinsen Alborz, i den norra delen av landet, 50 km norr om huvudstaden Teheran. Āzādbar ligger 2 601 meter över havet och antalet invånare är 577.
Terrängen runt Āzādbar är bergig åt nordväst, men åt sydost är den kuperad.Runt Āzādbar är det mycket tätbefolkat, med 1 056 invånare per kvadratkilometer. Närmaste större samhälle är Āsārā, 13,3 km söder om Āzādbar. Trakten runt Āzādbar består i huvudsak av gräsmarker.